# 하비바 그리비
하비바 그리비(1984년 4월 9일 ~ , 아랍어: حبيبة الغريبي)는 튀니지의 육상 선수로 주 종목은 3000m 장애물이다. 런던에서 열린 2012년 하계 올림픽에서 3000m 장애물 부문 은메달을 획득했다. 그러나 1위를 했던 율리야 자리포바가 도핑 테스트에 적발, 금메달이 박탈되자 해당 종목 우승자가 되었다. 이 금메달은 튀니지 여성 스포츠 선수로는 처음으로 획득한 올림픽 금메달이다. 현재 여자 3000m 장애물 튀니지 기록 보유자이기도 하다.

## 수상
2009년에 튀니지의 일간지 '아사하파'에서 실시한 투표를 통해 "올해 최고의 아랍 여성 선수" 부문에서 1위에 올랐다.